# Enrique Fernández (football)
Pour les articles homonymes, voir Enrique Fernández.
Enrique Fernández Viola, connu comme Enrique Fernández, né le 10 juin 1912 à Montevideo (Uruguay) et décédé le 6 octobre 1985, est un footballeur international uruguayen devenu par la suite entraîneur.
Cet attaquant talentueux révélé au Nacional de Montevideo quitte à 19 ans l'Uruguay pour l'Argentine, puis signe à 23 ans au FC Barcelone, en Espagne. Bloqué en Uruguay du fait de la guerre civile espagnole, il doit arrêter sa carrière de joueur à 24 ans du fait d'une blessure au genou, et se reconvertit comme technicien. Entraîneur du Nacional après-guerre, il fait un retour réussi au Barça entre 1947 et 1950, avant de réaliser une riche carrière d'entraîneur entre Amérique du Sud et Europe. Il prend sa retraite en 1969 après un deuxième mandat à la tête de la sélection uruguayenne.

## Parcours

### Joueur
- -1931 :  Nacional
- 1931 :  Talleres RE
- 1931-1932 :  CA Independiente
- 1933-1934 :  Nacional
- 1935-1936 :  FC Barcelone
- 1936-1937 :  Nacional

### Entraîneur
- 1946 :  Nacional
- 1947-1950 :  FC Barcelone
- 1950-1952 :  Nacional
- 1953-1954 :  Real Madrid
- 1955-1956 :  Colo-Colo
- 1957-1959 :  Sporting Portugal
- 1959-1960 :  Real Betis
- 1961 :  Uruguay
- 1961-1962 :  Gimnasia LP
- 1964 :  CA River Plate
- 1966 puis 1967 :  Gimnasia LP
- 1967-1969 :  Uruguay

## Palmarès

### Joueur
Equipe d'Uruguay
- Vainqueur de la Copa América en 1935

Nacional
- Champion d'Uruguay en 1933 et 1934

FC Barcelone
- Champion de Catalogne en 1935 et 1936

### Entraîneur
Nacional
- Champion d'Uruguay en 1946 et 1950

FC Barcelone
- Champion d'Espagne en 1948 et 1949
- Vainqueur de la Coupe Latine en 1950

Real Madrid
- Champion d'Espagne en 1954

Colo-Colo
- Champion du Chili en 1956